# 小池礼乃
小池 礼乃（こいけ あやの、1990年5月17日 - ）は、福岡県出身の競艇選手。福岡支部所属。
112期登録番号4764。身長156cm、A型。
同期に富樫麗加、米井里実、野田部宏子、千葉真弥、中川りな、小野真歩、馬場剛、今泉友吾がいる。
103期の小池公生は実兄で、その影響を受けて競艇選手を志す。
師匠は同じく福岡支部の魚谷香織。

## 戦績
※2022年03月12日現在
- 出走回数：1,345回
- 1着回数：153回
- 優出回数：6回
- 優勝回数：0回
- フライング(F)回数：9回
- 出遅れ(L)回数：0回
- 通算勝率：4.37
- 2連対率：23.4%
- 3連対率：39.9%